# 10 (영화)
《10》(텐)은 1979년 개봉한 미국의 로맨틱 코미디 영화이다. 블레이크 에드워즈가 감독과 각본을 맡았다.

## 출연

### 주연
- 더들리 무어
- 보 데렉
- 줄리 앤드류스

### 조연
- 로버트 웨버
- 디 월리스

## 기타
- 미술: 로저 마우스